# Apodemus meini
Apodemus meini is een fossiel knaagdier uit het geslacht bosmuizen (Apodemus) dat gevonden is in het Serravallien (Laat-Mioceen) van Spanje. De soort is benoemd naar P. Mein, een specialist op het gebied van fossiele knaagdieren. A. meini is een bijzonder grote soort. De anteroconide en metaconide (op de eerste onderkies) zijn meestal niet verbonden. De knobbels t6 en t9 zijn slechts zwak verbonden op de eerste twee bovenkiezen. De t7 ontbreekt. De eerste bovenkies is 2,24 tot 2,38 bij 1,43 tot 1,58 millimeter, de tweede 1,43 tot 1,59 bij 1,40 tot 1,52 millimeter en de derde 1,03 tot 1,17 bij 1,00 tot 1,25 millimeter. De eerste onderkies is 1,94 tot 2,13 bij 1,25 tot 1,33 millimeter, de tweede 1,44 tot 1,50 bij 1,26 tot 1,39 millimeter en de derde 1,11 tot 1,23 bij 0,98 tot 1,16 millimeter. Deze soort werd oorspronkelijk beschreven in het geslacht Parapodemus, maar werd later verplaatst naar Apodemus.